# NGC 1214
NGC 1214 este o galaxie situată în constelația Eridanul. A fost descoperită în 21 octombrie 1886 de către Lewis A. Swift. Se află la o distanță de 49,43 de megaparseci de Pământ.